# Crore
Il  crore (con grafia inglese, sovente abbreviato con cr) o karōṛa (con grafia indostana; in hindī करोड़) è un'unità del sistema di numerazione indiano pari a dieci milioni (10 000 000; 107) e a 100 lakh. È ampiamente usato in Bangladesh, India, Nepal, e Pakistan. Il suo valore nel sistema di numerazione persiano era 500 000.
Grossi importi di denaro sono indicati in India spesso nella forma "₹ 23 cr", cioè 230 000 000 di rupie. Malgrado il sottomultiplo lakh sia usato in Sri Lanka il crore è, in quel Paese, poco usato per riferirsi al denaro.
La parola è usata anche per una versione indiana del gioco Chi vuol essere milionario?: Kaun Banega Crorepati, letteralmente Chi vuole diventare il possessore di dieci milioni?

## Etimologia e varianti regionali
La parola "crore" deriva dal Sanscrito koṭi, che significa appunto "dieci milioni" nel sistema di numerazione indiano che ha una specifica parola per indicare tutte le potenze di dieci da 100 a 1019. Indica anche "cinque centinaia di migliaia" in persiano. Il crore è presente in molte lingue della regione:

### Lingue indiane
- Assamese: কোটি karor
- Bengalese: কোটি kadad
  - Diletti del Bengala Orientale: কুটি kuṭi
- Gujarati: કરોડ karoḍ
- Hindi: करोड़ karoṛ
  - Dialetto di Mumbai: खोका khoka
- Kannada: ಕೋಟಿ koṭi
- Malayalam: കോടി kodi (spesso scritto come koti)
- Marathi: कोटी karora
- Oriya: କୋଟି koti
- Punjabi: ਕੋਡਿ karor (spesso scritto come karor)
- Singalese koṭi
- Tamil: கோடி koṭi (spesso scritto come kodi)
- Telugu: కోటీ koṭī
- Urdu: کروڑ‎ karoṛ

### Traduzioni in lingue non indiane
- Giapponese: 倶胝 kutei (scritto 万)
- cinese: 倶胝 jùzhī (scritto 千万)
- Persiano: کرور‎ korur